# Karl Allgöwer
Karl Allgöwer (ur. 5 stycznia 1957 w Geislingen an der Steige) – niemiecki piłkarz występujący na pozycji obrońcy. Brat Ralfa, również piłkarza.

## Kariera klubowa
Allgöwer jako junior grał w klubach SV Altenstadt oraz SC Geislingen. W 1975 został włączony do pierwszej drużyny SC Geislingen. W 1977 trafił do Stuttgarter Kickers, grającego w 2. Bundeslidze Süd. W 1979 oraz w 1980 zajął 3. miejsce w klasyfikacji strzelców 2. Bundesligi Süd. Podczas trzech lat spędzonych w Stuttgarter Kickers rozegrał 116 spotkań, w których zdobył 59 bramek.
W 1980 Allgöwer odszedł do lokalnego rywala Kickers, VfB Stuttgart, grającego na poziomie Bundesligi. W tych rozgrywkach zadebiutował 20 sierpnia 1980 w przegranym 0:1 meczu z 1. FC Kaiserslautern. 23 sierpnia 1980 w wygranym 3:0 pojedynku z 1. FC Köln strzelił pierwszego gola w Bundeslidze. W sezonie 1982/1983 zajął 2. miejsce w klasyfikacji strzelców Bundesligi. W następnym sezonie zdobył z klubem mistrzostwo RFN. W 1985 uplasował się na 3. pozycji wśród strzelców Bundesligi, a w sezonie 1985/1986 na 2. W tym samym roku dotarł z zespołem do finału Puchar RFN, gdzie Stuttgart przegrał z Bayernem Monachium. W 1989 Allgöwer wystąpił z klubem w finale Pucharu UEFA, w którym Stuttgart został pokonany przez SSC Napoli. Łącznie przez 11 lat gry dla VfB wystąpił w 338 spotkaniach, w których strzelił 129 bramek. W 1991 zakończył karierę piłkarską.
| Sezon   | Klub                | Kraj | Rozgrywki     | Mecze | Bramki |
| ------- | ------------------- | ---- | ------------- | ----- | ------ |
| 1976/77 | SC Geislingen       | RFN  |               |       |        |
| 1977/78 | Stuttgarter Kickers | RFN  | 2. Bundesliga | 38    | 11     |
| 1978/79 | Stuttgarter Kickers | RFN  | 2. Bundesliga | 38    | 23     |
| 1979/80 | Stuttgarter Kickers | RFN  | 2. Bundesliga | 40    | 25     |
| 1980/81 | VfB Stuttgart       | RFN  | Bundesliga    | 32    | 10     |
| 1981/82 | VfB Stuttgart       | RFN  | Bundesliga    | 31    | 3      |
| 1982/83 | VfB Stuttgart       | RFN  | Bundesliga    | 33    | 21     |
| 1983/84 | VfB Stuttgart       | RFN  | Bundesliga    | 29    | 12     |
| 1984/85 | VfB Stuttgart       | RFN  | Bundesliga    | 32    | 19     |
| 1985/86 | VfB Stuttgart       | RFN  | Bundesliga    | 33    | 21     |
| 1986/87 | VfB Stuttgart       | RFN  | Bundesliga    | 21    | 10     |
| 1987/88 | VfB Stuttgart       | RFN  | Bundesliga    | 31    | 9      |
| 1988/89 | VfB Stuttgart       | RFN  | Bundesliga    | 32    | 12     |
| 1990/91 | VfB Stuttgart       | RFN  | Bundesliga    | 32    | 4      |
| 1991/92 | VfB Stuttgart       | RFN  | Bundesliga    | 32    | 8      |

## Kariera reprezentacyjna
Allgöwer zadebiutował w reprezentacji RFN 19 listopada 1980 w wygranym 4:1 towarzyskim meczu z Francją. W 1986 znalazł się w kadrze na Mistrzostwa Świata, podczas których RFN zajęła 2. miejsce, przegrywając spotkanie finałowe z Argentyną. 
Podczas turnieju nie zagrał w żadnym ze spotkań. Po raz ostatni w drużynie narodowej wystąpił 14 maja 1986 w spotkaniu z Holandią, wygranym 3:1. Łącznie w latach 1980–1986 Allgöwer zagrał w reprezentacji w 10 spotkaniach.
| Mecze i gole w reprezentacji | Mecze i gole w reprezentacji | Mecze i gole w reprezentacji | Mecze i gole w reprezentacji | Mecze i gole w reprezentacji | Mecze i gole w reprezentacji | Mecze i gole w reprezentacji |
| #                            | Data                         | Miasto                       | Przeciwnik                   | Gol                          | Wynik                        | Rozgrywki                    |
| ---------------------------- | ---------------------------- | ---------------------------- | ---------------------------- | ---------------------------- | ---------------------------- | ---------------------------- |
| 1.                           | 19.11.1980                   | Hannover                     | Francja                      |                              | 4:1                          | towarzyski                   |
| 2.                           | 07.01.1981                   | Montevideo                   | Brazylia                     |                              | 1:4                          | towarzyski                   |
| 3.                           | 29.04.1981                   | Hamburg                      | Austria                      |                              | 2:0                          | El. MŚ 1982                  |
| 4.                           | 19.05.1981                   | Stuttgart                    | Brazylia                     |                              | 1:2                          | towarzyski                   |
| 5.                           | 24.05.1981                   | Lahti                        | Finlandia                    |                              | 4:0                          | El. MŚ 1986                  |
| 6.                           | 17.02.1982                   | Hannover                     | Portugalia                   |                              | 3:1                          | towarzyski                   |
| 7.                           | 16.10.1985                   | Stuttgart                    | Portugalia                   |                              | 0:1                          | El. MŚ 1986                  |
| 8.                           | 17.11.1985                   | Monachium                    | Czechosłowacja               |                              | 2:2                          | El. MŚ 1986                  |
| 9.                           | 09.04.1986                   | Bazylea                      | Szwajcaria                   |                              | 1:0                          | towarzyski                   |
| 10.                          | 14.05.1986                   | Dortmund                     | Holandia                     |                              | 3:1                          | towarzyski                   |

## Sukcesy

### Reprezentacyjne
- Mistrzostwa Świata w Piłce Nożnej 1986: 2. miejsce

### Klubowe
VfB Stuttgart
- Mistrzostwo Bundesligi (1): 1983/84
- Finał Pucharu Niemiec (1): 1985/86
- Finał Pucharu UEFA (1): 1988/89

### Odznaczenia
- Order Zasługi Badenii-Wirtembergii (2018)[6]